# Gwizdały (gromada)
Gwizdały – dawna gromada, czyli najmniejsza jednostka podziału terytorialnego Polskiej Rzeczypospolitej Ludowej w latach 1954–1972.
Gromady, z gromadzkimi radami narodowymi (GRN) jako organami władzy najniższego stopnia na wsi, funkcjonowały od reformy reorganizującej administrację wiejską przeprowadzonej jesienią 1954 do momentu ich zniesienia z dniem 1 stycznia 1973, tym samym wypierając organizację gminną w latach 1954–1972.
Gromadę Gwizdały z siedzibą GRN w Gwizdałach utworzono – jako jedną z 8759 gromad – w powiecie węgrowskim w woj. warszawskim, na mocy uchwały nr VI/10/22/54 WRN w Warszawie z dnia 5 października 1954. W skład jednostki weszły obszary dotychczasowych gromad Gwizdały, Łazy i Nadkole ze zniesionej gminy Łochów w powiecie węgrowskim oraz obszar dotychczasowej gromady Pogorzelec ze zniesionej gminy Kamieńczyk w powiecie wołomińskim (woj. warszawskie). Dla gromady ustalono 18 członków gromadzkiej rady narodowej.
29 lutego 1956 z gromady Gwizdały wyłączono przysiółek Zagłusze włączając go do gromady Budziska w tymże powiecie.
1 stycznia 1957 gromada weszła w skład powiatu wyszkowskiego w tymże województwie.
Gromadę zniesiono 1 stycznia 1969, a jej obszar włączono do gromady Kamieńczyk w tymże powiecie.